# Women’s Aid Organisation
Women’s Aid Organisation (WAO) ist eine Nichtregierungsorganisation in Malaysia, die sich für Frauenrechte und insbesondere gegen Gewalt an Frauen einsetzt. Die Organisation wurde 1982 gegründet und spielt seitdem eine führende Rolle in der Frauenrechtsbewegung in Malaysia.
WAO’s Mission ist es, sich konsequent für Frauenrechte einzusetzen und auf die Diskriminierung von Frauen in Malaysia aufmerksam zu machen. Besonderen Stellenwert hat dabei die Eliminierung von Gewalt an Frauen in der malaysischen Gesellschaft.
WAO ist Mitglied in der Joint Action Group (JAG) in Malaysia. Innerhalb dieser Gruppe hat WAO dazu beigetragen, dass der Domestic Violence Act 1996 implementiert wurde.
Wichtige Persönlichkeiten WAO’s sind Irene Xavier, die laut eigenen Angaben während der Operation Lalang 1987 inhaftiert und misshandelt wurde, und Ivy Josiah, die bereits seit fast 30 Jahren für die Organisation arbeitet.

## Aufgaben und Projekte
WAO besteht aus drei verschiedenen Zentren mit unterschiedlichen Aufgabengebieten.

### Frauenhaus
Das Frauenhaus war die erste Zentrale von WAO und ist eine wichtige Anlaufstelle für Frauen und Kinder, die vor häuslicher Gewalt flüchten. In den letzten Jahren werden von WAO allerdings auch zunehmend misshandelte Gastarbeiterinnen, Frauen, die dem Menschenhandel zum Opfer fielen, Asylbewerber und alleinerziehende Frauen aufgenommen. Die Frauen werden von professionellen Sozialarbeitern und Psychologen betreut.
Eine Tätigkeit ist eine professionelle Telefonseelsorge und persönliche Beratung zu Themen wie häusliche Gewalt, Vergewaltigung, sexueller Missbrauch oder Fragen zu Themen rund um Ehe und Scheidung.

### Kinderheim
Das WAO-Kinderheim war das erste seiner Art in Malaysia und wurde 1990 gegründet. Seitdem bietet es temporäre Betreuung für Kinder von ehemaligen Bewohnerinnen des Frauenhauses. Die Betreuung der Kinder dauert nur so lange, bis die Frauen wieder bereit sind, sich eigenständig um die Kinder zu kümmern.